# Celin Bizet Ildhusøy
Celin Bizet Ildhusøy (Frogner i Sørum, 24 ottobre 2001) è una calciatrice norvegese, attaccante del Manchester United e della nazionale norvegese.

## Carriera

### Club
Figlia dell'ex calciatore Kjell Gunnar Ildhusøy e di madre cubana, Bizet segue le orme del padre appassionandosi fin da giovanissima al calcio, iniziando la carriera nella squadra locale della cittadina dove cresce con i genitori, Frogner i Sørum.
Nel 2016 si trasferisce allo Skedsmo, squadra dove a 15 anni è inserita in rosa con la prima squadra che disputa la 2. divisjon, terzo livello del campionato norvegese.
Dopo essersi messa in luce, l'anno successivo viene contattata dal Vålerenga, società che annuncia il suo ingaggio per la stagione 2017. Nuovamente le sue qualità le consentono di entrare in rosa con la prima squadra, facendo il suo debutto in Toppserien già alla 1ª giornata di campionato, il 17 aprile, nell'incontro perso in trasferta per 2-1 con l'Avaldsnes. per la sua prima rete in Toppserien deve aspettare il campionato successivo, dove alla 7ª giornata sigla la seconda rete della sua squadra che al 69' riporta in parità l'incontro casalingo con il Grand Bodø, poi vinto per 3-2. In questo periodo è in organico anche con la formazione riserve del club, il Vålerenga II, tranne per un breve periodo dove, nel 2019, viene ceduta in prestito al Grei.
Nel 2017 e 2019 condivide con le compagne del Vålerenga la delusione di perdere le finali di Coppa di Norvegia, la prima 1-0 con l'Avaldsnes e la seconda con il pesante passivo di 5-1 con l'LSK Kvinner, tuttavia nel 2020 arrivano i primi trofei da esporre in bacheca conquistando il double campionato-Coppa, primi titoli conquistati dalla società.
A seguito della buona stagione 2020, ci sono state diverse speculazioni su un trasferimento all'estero, tuttavia Bizet ha sottoscritto un nuovo contratto con il Vålerenga nel gennaio 2021, tuttavia le voci del suo possibile trasferimento si concretizzarono nell'estate di quello stesso anno, quando il Paris Saint-Germain nel luglio 2021 annuncia di aver posto sotto contratto fino a giugno 2014 l'attaccante norvegese.

### Nazionale
Ildhusøy inizia ad essere convocata dalla Federcalcio norvegese (NFF) dal 2017, inizialmente nella formazione Under-16, con la quale disputa la Nordic Cup.
Nell'autunno 2020 arriva anche la sua prima convocazione nel ritiro della nazionale maggiore, tuttavia per il debutto deve attendere il 1º dicembre 2021, quando al 55' rileva Frida Leonhardsen Maanum segnando poi la nona rete nell'incontro, valido per le qualificazioni nel gruppo F della zona UEFA al Mondiale di Australia-Nuova Zelanda 2023, vinto 10-0 sull'Armenia.

## Palmarès

### Club
- Campionato norvegese: 1

Vålerenga: 2020
- Coppa di Norvegia: 1

Vålerenga: 2020